# Novelette voor orkest
Novelette (voor orkest) is een compositie van Witold Lutosławski. Het is geschreven voor Mstislav Rostropovitsj en het National Symphony Orchestra van Washington D.C..
Novelette, dat op 5 mei 1980 voltooid werd, bestaat uit vijf secties die achter elkaar doorgespeeld worden: Announcement, First event, Second event, Third event en Conclusion. Het heeft een opbouw die vergelijkbaar is met Livre pour orchestre. Novelette betekent novelle. De klank neigt meer naar Lutosławski’s Celloconcert. Hevige felle fragmenten voor het gehele orkest worden afgewisseld door stille fragmenten met vaak maar één solist. Announcement is de inleiding, die de muziek in de drie “events” aankondigt, Conclusion is de samenvatting van het geheel en tevens het langste deel. De componist paste in dit werk de van hem bekende aleatorische passages toe. 
Het werk werd voor het eerst gespeeld op 29 mei 1970 door de opdrachtgevers, op diezelfde avond werd ook het Celloconcert uitgevoerd. In 1984 maakte het werk deel uit van een protest van Lutosławski tegen de Poolse overheid. Hij verzorgde samen met Heinz Holliger diverse concerten, maar weigerde tijdens een concert in Warschau leiding te geven aan de Poolse première van Novelette. Holliger nam de honneurs waar.  
Na dit werk probeerde de componist zich een nieuwe stijl meester te maken.
Het is geschreven voor:
- 3 dwarsfluiten (II ook piccolo), 3 hobo’s (III ook althobo), 3 klarinetten (II ook esklarinet, III ook basklarinet), 3 fagotten (III ook contrafagot)
- 4 hoorns, 3 trompetten, 3 trombones, 1 tuba
- pauken, 3  man/vrouw percussie, 2 harpen,  piano, celesta
- violen, altviolen, celli, contrabassen

## Discografie
- Deutsche Grammophon: BBC Symphony Orchestra o.l.v. componist
- Naxos: Pools Nationaal Radio-Symfonieorkest o.l.v. Antoni Wit (1995)